# Янчище (община Ораховац)
 Тази статия е за селото в Косово.  За селото в Гърция, чието гръцко име е Агиос Георгиос, вижте Янчища.  За селото в Северна Македония вижте Янчище.
Янчище (на сръбски: Јанчиште или Jančište, на албански: Janqishtë) е село в община Ораховац, Призренски окръг, в Косово.

## История
Според академик Иван Дуриданов името е първоначален патроним на -ишти < -itji  от личното име Янко, хипокористикон от Яне от Йоан.
Селото е споменато в грамота на Стефан Душан от 1349 година като Ꙗнчишта: Катоунь Доброушин'ць IAнчишта; А сє мєгıа IAнчиштємь.